# František Franzl
František Franzl (cca 1786 – 3. května 1855 Moravský Krumlov), též Franz Franzl nebo Franz Frantzl, byl rakouský politik české národnosti z Moravy, během revolučního roku 1848 poslanec Říšského sněmu.

## Biografie
Roku 1849 se uvádí jako Franz Franzl, starosta v obci Moravský Krumlov. Uvádí se jako Slovan.
Během revolučního roku 1848 se zapojil do veřejného dění. Ve volbách roku 1848 byl zvolen i na ústavodárný Říšský sněm. Zastupoval volební obvod Moravský Krumlov. Tehdy se uváděl coby starosta. Řadil se k sněmovní pravici.
Od roku 1848 do roku 1849 zasedal také jako poslanec Moravského zemského sněmu. Nastoupil sem po zemských volbách roku 1848 za kurii městskou, obvod Moravský Krumlov, Moravské Budějovice.
10. ledna 1813 se oženil s Karolinou Schürerovou. Zemřel 3. května 1855 v Moravském Krumlově.